# Philipp Ludwig Wenzel von Sinzendorf
Philipp Ludwig Wenzel von Sinzendorf, comte de Sinzendorf–Neuburg, né à Graz le 26 décembre 1671 et mort à Vienne le 8 février 1742 fut un ministre d'État autrichien et ambassadeur d'Autriche en France sous Louis XIV de France.

## Biographie
Philippe-Louis Wenceslas François-Antoine-Bonaventure-Etienne, comte Sinzendorf était le fils de Georg Ludwig, comte de Sinzendorf (1616-1681), Hofkammerpräsident, et de Dorothea-Elisabeth, Herzogin zu Schleswig-Holstein-Sonderburg-Wiesenburg (1645-1725). Cette dernière se remaria dès 1682 au comte Jean-Louis de Bussy-Rabutin (1641-1716), général fameux des campagnes d’Allemagne
Vice trésorier et échanson de l’Empire, membre du conseil aulique (1695), Sinzendorf se fit principalement connaître outre-Rhin comme ambassadeur à Paris de 1699 à 1701, à la suite de la paix de Ryswick. Conseiller d’Etat en 1700, membre du conseil privé cinq ans plus tard, il est nommé la même année chancelier de la Haute-Cour impériale.

« Le comte de Sinzendorff acquit le plus de crédit sur l’esprit de son maître. Il travaillait peu, il aimait bonne chère : c’était l’Apicius de la cour impériale ; et l’Empereur disait que les bons ragoûts de son ministre lui faisaient de mauvaises affaires. Ce ministre était haut et fier ; il se croyait un Agrippa, un Mécène. Les princes de l’Empire étaient indignés de la dureté de son gouvernement ; en cela bien différent du prince Eugène, qui, n’employant que la douceur, avait su mener plus sûrement le corps germanique à ses fins. Lorsque le comté de Sinzendorff fut employé au congrès de Cambrai, il crut avoir pénétré le caractère du cardinal de Fleury : le Français, plus habile que l’Allemand, le joua sous la jambe, et Sinzendorff retourna à Vienne, persuadé qu’il gouvernerait la cour de Versailles comme celle de l’Empereur »

Ambassadeur à La Haye (1709), plénipotentiaire à Utrecht (1711) avant la conclusion du fameux traité homonyme il participe, à Soissons, au début des négociations pour la paix de guerre anglo-espagnole, le 14 juin 1728, et qui annoncera le traité de Séville.

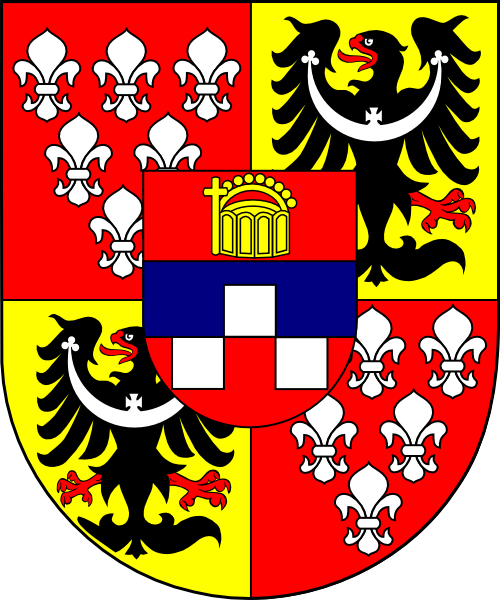
Armes du comte Sinzendorf

Sinzendorf joua un grand rôle politique sous Joseph Ier, puis sous Charles VI, et finit par remplacer le prince Eugène dans la haute direction des affaires. Il décida des guerres avec la Turquie, avec la France, ainsi que la Quadruple-Alliance, mesures qui furent peu populaires à cause de leurs résultats. Il se donna aussi beaucoup de mouvement pour la Pragmatique de Charles VI, mais sans prendre les précautions qui eussent pu en assurer l'exécution.
Il est ensuite nommé directeur de la Compagnie des Indes en 1721 et veille, à partir de 1705, au bon déroulement de l’Académie Impériale des Arts. Comme son père avant lui en 1663, Philipp Ludwig Wenzel von Sinzendorf sera décoré de l’ordre de la toison d’or autrichienne en 1712.
Sinzendorf se fit élever, à partir de 1723, le fameux château Trpisty (Schloss Trpist), situé en actuelle Tchéquie, sur des plans supposés de Robert de Cotte.
C’est vers 1695 que le comte épouse Regina-Katerina-Isabela-Rosalia zu Valdštejna ou Waldstein (1672-1733), veuve de Wilhelm von Löwenstein-Wertheim-Rochefort (1669-1695). Elle était la fille d’Oktavian Ladislav Josef zu Valdštejna (v.1646-1718) et de sa première épouse Maria-Anna Františka z Valdštejna (morte en 1689).
Le duc de Saint-Simon, infatigable littérateur, nous a laissé quelques témoignages sur les ambassades du comte Sinzendorf et note son départ, en 1701, pour Vienne :

« Le lendemain, 22 août, Zinzendorf [sic], envoyé de l'empereur, prit congé du roi, et s'en retourna à Vienne. C'est le même qui y a fait depuis une si grande fortune, chancelier de la cour, c'est-à-dire ministre des affaires étrangères, conseiller de conférences, c'est-à-dire ministre d'État, et il n'y en a que trois, au plus quatre, chevalier de la Toison d'or, et des millions, et voir son fils cardinal tout jeune et évêque d'Olmütz »